# Trachelocyphoides
Trachelocyphoides is een geslacht van kevers uit de familie van de loopkevers (Carabidae). De wetenschappelijke naam van het geslacht is voor het eerst geldig gepubliceerd in 1934 door Alluaud.

## Soorten
Het geslacht Trachelocyphoides is monotypisch en omvat slechts de volgende soort:
- Trachelocyphoides setulosus (Chaudoir, 1878)